# Гідрогеологія Республіки Конго
Гідрогеологія Республіки Конго.
На тер. Республіки Конго виділяються гідрогеологічні області синеклізи Конго, мезозойської периокеанічної западини і гірської складчастої області, що їх розділяє.
У межах синеклізи Конго обводненість порід нерівномірна. Серед сучасних алювіальних відкладів переважає глинистий матеріал, чим зумовлена заболоченість території.
Ґрунтові води маломінералізовані, збагачені органічною речовиною і залізом, вимагають попереднього очищення. Значною обводненістю (дебіти колодязів досягають 10 л/с) і високою якістю води відрізняються лише грубозернисті відклади древніх терас в долині р. Убанги.
Глибокі комплекси відкладів мезозою-кайнозою в межах периокеанічного прогину містять термальні висококонцентровані розсоли, збагачені бромом та ін. мікрокомпонентами, що пов'язано з розвитком в розрізі потужних товщ евапоритів.
У прибережних р-нах в пісках пліоцен-плейстоцену формуються лінзи прісних ґрунтових вод. Води високої якості розвинені також в алювії р. Квілу.
В гірсько-складчастій області метаморфічні і магматичні утворення характеризуються розвитком ґрунтових тріщинних, тріщинно-жильних і тріщинно-карстових вод. Коеф. фільтрації 2,5-14,9 м/добу.
Глибина залягання води від перших метрів до 25 м. Дебіти свердловин і колодязів від 0,3 до 5-10 л/с. Води прісні з мінералізацією 0,3-0,5 г/л, склад НСО3– — Са2+ — Mg2+.
Ґрунтові води четвертинних піщано-глинистих алювіально-делювіальних відкладів залягають на глибині 1-3,5 м, коеф. фільтрації до 2,5 м/добу. Дебіти колодязів і свердловин не перевищують 1 л/с. Води прісні з мінералізацією до 0,5 г/л, часто містять Fe в кількості 30-70 мг/л.